# Ђирини-Говернатори-Сарафи (Савона)
Ђирини-Говернатори-Сарафи је насеље у Италији у округу Савона, региону Лигурија.
Према процени из 2011. у насељу је живело 63 становника. Насеље се налази на надморској висини од 464 м.